# Bahnhof Berlin-Spandau
Bahnhof Berlin-Spandau vasútállomás Németországban, Berlin Spandau kerületében, Spandau történelmi belvárosának délnyugati szélén. A német vasútállomás-kategóriák közül a második csoportba tartozik és Németország leghosszabb peroncsarnokával (440 méter) rendelkezik.
A naponta mintegy 45 000 utas által használt, hat peronnal rendelkező állomás a távolsági személyszállító járatok (ICE, IC/EC) és a helyi járatok (S-Bahn, Regionalbahn és Regional-Express) közötti átszállási pont. Kapcsolódási lehetőséget kínál a belvárosi buszjáratokhoz és - a BVG Rathaus Spandau metróállomáson keresztül - az U7-es metróvonalhoz.
A nyugat vagy északnyugat felől érkező vonatforgalom (nagysebességű Hannover-Berlin/Lehrter Bahn és Hamburger Bahn) az állomástól keletre lévő Havelbrücke hídon és a Berliner Ringbahn vasútvonalon keresztül, vagy - kezdetben a spandaui elővárosi vasúttal párhuzamosan - a hamburgi és a berliner Stadtbahn kapcsolatán keresztül a berlini főpályaudvar felé halad.
A Havelland kerületbe tervezett folytatásig Spandau állomás az S-Bahn ideiglenes végállomása. Eltekintve attól, hogy a legtöbb busz nem az állomás egyik bejárata előtt áll meg, hanem az Altstädter Ringnél, a Spandau állomás és az állomás bejárata előtti Rathaus Spandau buszmegálló a Hardenbergplatz mellett Berlin legforgalmasabb buszmegállója, amit nappal 15, éjszaka pedig három buszjárat érint.

## Vasútvonalak
Az állomást az alábbi vasútvonalak érintik:
- Berlin–Hamburg nagysebességű vasútvonal
- Berlin–Lehrte-vasútvonal
- Hannover–Berlin nagysebességű vasútvonal
- Spandau Suburban Line
- Hamburg city railway connection

## Forgalom

### Regionális
| Járat           | Útvonal | Gyakoriság                                                            | Operátor              |
| --------------- | --- | --------------------------------------------------------------------- | --------------------- |
| RE 2            | Nauen – Berlin-Spandau – Bahnhof Berlin-Charlottenburg – Berliner Stadtbahn – Berlin Ostkreuz – Königs Wusterhausen – Lübbenau (Spreewald) – Cottbus Hbf | 60 percenként                                                         | DB Regio Nordost      |
| RE 4            | (Stendal Hbf –) Rathenow – Wustermark – Falkensee –Berlin-Spandau – Berlin Gesundbrunnen – Berlin Hbf – Berlin Potsdamer Platz – Berlin Südkreuz – Lichterfelde Ost – Ludwigsfelde – Luckenwalde – Jüterbog (– Falkenberg (Elster)) | 60 percenként (120 percenként Stendal–Rathenow / Jüterbog–Falkenberg) | DB Regio Nordost      |
| RE 6            | Berlin-Charlottenburg – Berlin-Spandau – Hennigsdorf (b Berlin) – Neuruppin – Wittstock (Dosse) – Pritzwalk – Wittenberge | 60 percenként                                                         | DB Regio Nordost      |
| RE 8            | (Wismar – Schwerin – Bad Kleinen – Schwerin Hbf – Ludwigslust) – Wittenberge – Neustadt (Dosse) – Nauen – Berlin-Spandau – Berlin-Charlottenburg – Berliner Stadtbahn – Berlin Ostkreuz – Flughafen BER | 60 percenként (120 percenként Wismar–Wittenberge)                     | Ostdeutsche Eisenbahn |
| RB 10 / RB 14   | Nauen – Falkensee – Berlin-Spandau – Berlin Jungfernheide – Berlin Hbf – Berlin Potsdamer Platz – Berlin Südkreuz | mindegik 60 percenként                                                | DB Regio Nordost      |
| RB 21           | Berlin Gesundbrunnen – Berlin Jungfernheide – Berlin-Spandau – Dallgow-Döberitz – Wustermark – Golm – Potsdam Hbf | 60 percenként                                                         | DB Regio Nordost      |
|                 | Spandau – Stresow – Pichelsberg – Olympiastadion – Heerstraße – Messe Süd – Westkreuz – Charlottenburg – Savignyplatz – Zoologischer Garten – Tiergarten – Bellevue – Hauptbahnhof – Friedrichstraße – Hackescher Markt – Alexanderplatz – Jannowitzbrücke – Ostbahnhof – Warschauer Straße – Ostkreuz – Rummelsburg – Betriebsbahnhof Rummelsburg – Karlshorst – Wuhlheide – Köpenick – Hirschgarten – Friedrichshagen – Rahnsdorf – Wilhelmshagen – Erkner | 30 percenként                                                         | S-Bahn Berlin         |
|                 | Spandau – Stresow – Pichelsberg – Olympiastadion – Heerstraße – Messe Süd – Westkreuz – Charlottenburg – Savignyplatz – Zoologischer Garten – Tiergarten – Bellevue – Hauptbahnhof – Friedrichstraße – Hackescher Markt – Alexanderplatz – Jannowitzbrücke – Ostbahnhof – Warschauer Straße – Treptower Park – Plänterwald – Baumschulenweg – Schöneweide – Betriebsbahnhof Schöneweide – Adlershof – Altglienicke – Grünbergallee – Flughafen Berlin-Schönefeld | 30 percenként                                                         | S-Bahn Berlin         |
|                 | Rathaus Spandau – Altstadt Spandau – Zitadelle – Haselhorst – Paulsternstraße – Rohrdamm – Siemensdamm – Halemweg – Jakob-Kaiser-Platz – Jungfernheide – Mierendorffplatz – Richard-Wagner-Platz – Bismarckstraße – Wilmersdorfer Straße – Adenauerplatz – Konstanzer Straße – Fehrbelliner Platz – Blissestraße – Berliner Straße – Bayerischer Platz – Eisenacher Straße – Kleistpark – Yorckstraße – Möckernbrücke – Mehringdamm – Gneisenaustraße – Südstern – Hermannplatz – Rathaus Neukölln – Karl-Marx-Straße – Neukölln – Grenzallee – Blaschkoallee – Parchimer Allee – Britz-Süd – Johannisthaler Chaussee – Lipschitzallee – Wutzkyallee – Zwickauer Damm – Rudow | 4–5 percenként (csúcsidőben)                                          | BVG                   |
| 2024. június 9. | |                                                                       |                       |

### Távolsági
| Járat  | Útvonal | 000Ütem000                          |
| ------ | --- | ----------------------------------- |
| ICE 10 | Berlin Gesundbrunnen – Berlin – Berlin-Spandau – Wolfsburg – Hannover – Bielefeld – Hamm (Flügelung) Zugteil 1: Dortmund – Bochum – Essen – Duisburg – Düsseldorf Flughafen – Düsseldorf (– Köln Messe/Deutz – Köln/Bonn Flughafen) bzw. (– Köln – Düren – Aachen) Zugteil 2: Hagen – Wuppertal – Köln (– Bonn – Andernach – Koblenz) Stand: Fahrplanwechsel Dezember 2016 | 60 min                              |
| ICE 11 | Hamburg-Altona – Berlin-Spandau – Berlin Hauptbahnhof – Leipzig Hauptbahnhof – Erfurt Hbf – Frankfurt (Main) Hauptbahnhof – Mannheim Hauptbahnhof – Stuttgart Hauptbahnhof – München Hauptbahnhof | bizonyos vonatok                    |
| ICE 12 | Berlin Hbf – Berlin-Spandau – Braunschweig Hauptbahnhof – Kassel-Wilhelmshöhe – Frankfurt (Main) Hauptbahnhof – Mannheim Hauptbahnhof – Freiburg (Breisgau) Hauptbahnhof – Basel SBB – Interlaken Ost | kétóránként                         |
| ICE 13 | Berlin Ostbahnhof – Berlin-Spandau – Braunschweig – Kassel-Wilhelmshöhe – Frankfurt Süd – Frankfurt Flughafen | kétóránként                         |
| ICE 18 | Hamburg-Altona – Hamburg – Berlin-Spandau – Berlin Hbf – Halle – Erfurt – Nürnberg – Ingolstadt/Augsburg – München | kétóránként                         |
| ICE 19 | Berlin Hbf – Berlin-Spandau – Hannover – Bielefeld – Hagen – Wuppertal – Köln (– Bonn) | kétóránként                         |
| ICE 28 | Hamburg Hbf – Berlin-Spandau – Berlin Hauptbahnhof – Leipzig Hauptbahnhof – Erfurt – Nürnberg Hauptbahnhof – München Hauptbahnhof | kétóránként                         |
| IC 32  | Berlin Südkreuz – Berlin Hbf – Berlin Gesundbrunnen – Berlin-Spandau – Hannover Hauptbahnhof – Dortmund Hauptbahnhof – Duisburg Hauptbahnhof – Köln Hauptbahnhof – Koblenz Hauptbahnhof – Mannheim Hauptbahnhof – Stuttgart Hauptbahnhof (– Lindau-Insel – Innsbruck Hauptbahnhof)                                                                                         | bizonyos vonatok (Szombat/vasárnap) |
| IC 32  | „UrlaubsExpress Mecklenburg-Vorpommern“: Binz – Stralsund Hauptbahnhof – (Seebad Heringsdorf – Zinnowitz –) Züssow – Prenzlau – Berlin Gesundbrunnen – Berlin-Spandau – Hannover Hauptbahnhof – Dortmund Hauptbahnhof – Duisburg Hauptbahnhof – Köln Hauptbahnhof | bizonyos vonatok (Szombat/vasárnap) |
| IC 77  | Berlin Hbf – Berlin-Spandau – Wolfsburg Hauptbahnhof – Hannover Hauptbahnhof – Osnabrück Hauptbahnhof (– Münster (Westf) Hauptbahnhof) – Bad Bentheim – Hengelo – Almelo – Deventer – Apeldoorn – Amersfoort Centraal – Hilversum – Amsterdam Centraal | kétóránként                         |
| IC 27  | (Hamburg Hbf – Berlin-Spandau –) Berlin Hauptbahnhof – Dresden Hauptbahnhof – Praha-Holešovice – Brno hl. n. (– Budapest Keleti / – Wien Südbf) | bizonyos vonatok                    |
| FLX 30 | Berlin Südkreuz – Berlin Hbf – Berlin-Spandau – Wolfsburg – Hannover – Bielefeld – Dortmund – Essen – Duisburg – Düsseldorf – Köln | egy vonatpár naponta                |

## Kapcsolódó állomások
A vasútállomáshoz az alábbi állomások vannak a legközelebb:
- Berlin Hauptbahnhof (ICE 10, ICE 28)
- Regionalbahnhof Berlin Jungfernheide (Berlin-Südkreuz, RB 10)
- Fern- und Regionalbahnhof Berlin-Zoologischer Garten (Cottbus Hauptbahnhof, RE 2)
- Berlin-Charlottenburg állomás (Schönefeld (bei Berlin), RB 14 (Nauen - Berlin Schönefeld Flughafen))
- Berlin Albrechtshof railway station (Nauen, RB 14 (Nauen - Berlin Schönefeld Flughafen))
- Falkensee (Wismar railway station, RE 2)
- Rathenow (Hannover–Berlin nagysebességű vasútvonal)
- Berlin-Charlottenburg állomás (2022. december 11. – , Berlin Ostkreuz, RE 8 (Berlin/Brandenburg))
- Berlin Albrechtshof railway station (2022. december 11. – , Wismar railway station, RE 8 (Berlin/Brandenburg))
- Falkensee (Wittenberge, RE 6 (Berlin/Brandenburg))
- Berlin-Charlottenburg állomás (Berlin-Charlottenburg állomás, RE 6 (Berlin/Brandenburg))
- Berlin-Staaken railway stop (Potsdam Hauptbahnhof, RB 21 (Berlin/Brandenburg))
- Bahnhof Berlin Jungfernheide (Berlin-Gesundbrunnen állomás, RB 21 (Berlin/Brandenburg))
- Regionalbahnhof Berlin Jungfernheide (Falkenberg (Elster), RE 4)
- Berlin-Staaken railway stop (Rathenow, RE 4)
- Berlin Albrechtshof railway station (Nauen, RB 10)